# Saison 2017-2018 du Metz Handball
Maillots
Chronologie
Saison 2016-2017 du Metz Handball Saison 2018-2019 du Metz Handball
Dernière mise à jour : 17 octobre 2017.
Cet article détaille la saison 2017-2018 du club de handball féminin du Metz Handball.

## Description
Après une belle saison 2016-2017 qui l'aura vu réaliser le doublé coupe-championnat sur la scène nationale et atteindre les quarts de finale de la Ligue des champions, Metz Handball conserve un effectif relativement stable pour cette nouvelle saison, avec pour objectif de conserver les deux titres nationaux et d'accéder à la finale à quatre de la Ligue des champions. Deux internationales française, Laurisa Landre et Manon Houette, viennent compenser le départ de Slađana Pop-Lazić (pour Brest) et Camille Aoustin (pour Siófok KC). Tamara Horacek quitte également le club pour Issy, elle est remplacée en interne par les jeunes Méline Nocandy et Orlane Kanor sur le poste d'arrière. Début octobre, peu après le début de la saison, la gardienne internationale Laura Glauser annonce être enceinte et déclare forfait pour le reste de la saison. Le club officialise un mois plus tard le recrutement de la hongroise Kyra Csapo pour pallier ce forfait. 
En championnat, une phase aller parfaitement maîtrisée permet à Metz de totaliser onze victoires en autant de matches, avec notamment une victoire à Brest, son principal rival pour le titre, également invaincu jusqu'alors. 
Par ailleurs, largement représenté lors du championnat du monde disputé en Allemagne en décembre 2017 et remporté par l'équipe de France, Metz Handball compte dans ses rangs six championnes du monde : Béatrice Edwige, Laura Flippes, Manon Houette, Orlane Kanor, Laurisa Landre et Grâce Zaadi.
En Ligue des champions, Metz remporte cinq victoires en six matches au premier tour, dans un groupe composé de Bietigheim (champion d'Allemagne), Budućnost Podgorica (champion du Monténégro) et du club norvégien de Vipers Kristiansand. Le club aborde ainsi le tour principal en bonne position avec six points. Toujours intraitable à domicile avec trois victoires lors du tour principal, Metz Handball remporte notamment une victoire de prestige face au Vardar Skopje (24-22). Sa victoire à l'extérieur chez Thüringer HC et une différence de but particulière favorable avec le club hongrois de Ferencváros TC lui permet d'assurer la deuxième place du groupe lors du tour principal avec quatorze points derrière le Vardar Skopje. En quart de finale, Metz est opposé au CSM Bucarest.
En championnat, Metz reste invaincu et réalise un parcours quasi sans faute avec seul un match nul concédé sur le parquet d'Issy Paris. Il termine premier avec dix points d'avance sur son dauphin Brest. En quarts de la phase finale, Metz rencontre le Chambray Touraine Handball.
Toujours en course au début du mois d'avril dans les trois compétitions dans lesquelles il est engagé, Metz Handball aborde une semaine décisive avec des déplacements successifs à Brest en demi-finale de coupe de France et à Bucarest, en quart de finale de Ligue des champions. À Brest, dans un match très accroché, Metz parvient à remonter deux buts de retard dans les deux dernières minutes pour égaliser (19-19) à la fin du temps réglementaire mais s'incline finalement lors de la séances des tirs au but (23-22), concédant sa première défaite en France de la saison. Trois jours plus tard, après un trajet de Brest à Bucarest compliqué par des grèves combinées dans les secteurs aériens et ferroviaires, Metz s'incline lourdement (34-21) contre le CSM Bucarest en quart de finale aller de la Ligue des champions. Lors d'un match retour maîtrisé où Metz domine largement l'équipe de Bucarest, l'équipe entrevoit l'exploit de remonter les treize buts de handicap du match aller. Elle compte jusqu'à neuf buts d'avance avant de craquer sur la fin d'un match remporté finalement par 27 buts à 20, synonyme d'élimination.
À la suite de cette double élimination Metz fait son entrée dans la phase finale du championnat. Le club écarte successivement Chambray (double victoire 34-19 puis 39-29) et Nantes (double victoire 32-25 puis 37-23) pour retrouver Brest pour une revanche de la récente demi-finale de coupe de France ainsi qu'un remake de la finale du championnat de la saison précédente. Lors de la finale aller, Metz domine la rencontre et s'impose de quatre buts (29-25) à Brest, s'assurant une petite avance avant le match retour à Metz. Bousculé par Brest lors de la deuxième manche, Metz s'incline à domicile de deux buts (24-26) mais conserve néanmoins son titre de champion de France, le 22e de l'histoire du club.
Metz conserve ainsi sa suprématie sur le championnat avec trois titres consécutifs mais Brest s'affirme, saison après saison, comme un adversaire de plus en plus présent face aux Lorraines, signe d'une rivalité qui s'installe dans le paysage du handball français depuis le retour de Brest dans l'élite en 2016,. Pour l'anecdote, l'arrière droite slovène, Ana Gros, star du collectif lorrain depuis cinq saisons, évoluera la saison 2018-2019 à Brest.

## Transferts
| Nom | Nom                | Poste                         | Provenance/Destination     | Provenance/Destination     | Durée                      |
|     |                    |                               | Arrivées                   |                            |                            |
|     | Manon Houette      | ailière gauche                |                            | Thüringer HC               | 2 ans                      |
|     | Laurisa Landre     | pivot                         |                            | SCM Craiova                | 2 ans                      |
|     | Ilya Belgareh      | ailière droite                |                            | V&L Handbal Geleen         | 1 an                       |
|     | Kyra Csapo         | gardienne                     |                            | DKKA Dunaujvaros           | 8 mois (prêt)              |
|     |                    |                               | Départs                    |                            |                            |
|     | Lindsey Burlet     | arrière droite                |                            | Brest Bretagne Handball    | 1 an                       |
|     | Slađana Pop-Lazić  | pivot                         |                            | Brest Bretagne Handball    | 2 ans                      |
|     | Camille Aoustin    | ailière gauche                |                            | Siófok KC                  | 1 an                       |
|     | Tamara Horacek     | demi-centre                   |                            | Issy Paris Hand            | 2 ans                      |
| /   | Hawa N'Diaye       | pivot                         |                            | Chambray Touraine Handball | -                          |
|     |                    |                               | Prolongations              |                            |                            |
|     | Emmanuel Mayonnade | entraîneur                    | 2 ans (jusqu'en juin 2019) | 2 ans (jusqu'en juin 2019) | 2 ans (jusqu'en juin 2019) |
|     | Xenia Smits        | arrière gauche                | 1 an (jusqu'en juin 2018)  | 1 an (jusqu'en juin 2018)  | 1 an (jusqu'en juin 2018)  |
|     | Jurswailly Luciano | ailière droite                | 2 ans (jusqu'en juin 2019) | 2 ans (jusqu'en juin 2019) | 2 ans (jusqu'en juin 2019) |
|     | Laura Flippes      | arrière droite/ailière droite | 2 ans (jusqu'en juin 2019) | 2 ans (jusqu'en juin 2019) | 2 ans (jusqu'en juin 2019) |
|     | Marion Maubon      | ailière gauche                | 1 an (jusqu'en juin 2018)  | 1 an (jusqu'en juin 2018)  | 1 an (jusqu'en juin 2018)  |
|     | Méline Nocandy     | demi-centre                   | 1 an (jusqu'en juin 2018)  | 1 an (jusqu'en juin 2018)  | 1 an (jusqu'en juin 2018)  |
|     | Orlane Kanor       | arrière gauche                | 1 an (jusqu'en juin 2018)  | 1 an (jusqu'en juin 2018)  | 1 an (jusqu'en juin 2018)  |
|     | Marie-Hélène Sajka | arrière droite                | 1 an (jusqu'en juin 2018)  | 1 an (jusqu'en juin 2018)  | 1 an (jusqu'en juin 2018)  |
|     | Marina Rajčić      | gardienne de but              | 1 an (jusqu'en juin 2018)  | 1 an (jusqu'en juin 2018)  | 1 an (jusqu'en juin 2018)  |
|     | Ana Gros           | arrière droite                | 1 an (jusqu'en juin 2018)  | 1 an (jusqu'en juin 2018)  | 1 an (jusqu'en juin 2018)  |
|     | Grâce Zaadi        | demi-centre                   | 1 an (jusqu'en juin 2018)  | 1 an (jusqu'en juin 2018)  | 1 an (jusqu'en juin 2018)  |

## Effectif
Note : Est indiqué comme étant en sélection nationale toute joueuse ayant participé à au moins un match avec une équipe nationale lors de la saison 2016-2017.

## Parcours en championnat de D1

### Saison régulière
| Journée | Date       | Club recevant              | Score   | Club visiteur              | Classement (sur 12) | Points | Rapport          |
| --- | ---------- | -------------------------- | ------- | -------------------------- | ------------------- | ------ | ---------------- |
| MATCHS ALLER |            |                            |         |                            |                     |        |                  |
| J1 | 30.08.2017 | OGC Nice                   | 20 – 24 | Metz Handball              | 5e                  | 3      | Feuille de match |
| J2 | 02.09.2017 | Metz Handball              | 37 – 25 | Bourg-de-Péage             | 1er                 | 6      | Feuille de match |
| J3 | 09.09.2017 | CJF Fleury Loiret Handball | 27 – 37 | Metz Handball              | 1er                 | 9      | Feuille de match |
| J4 | 16.09.2017 | Metz Handball              | 26 – 20 | ES Besançon                | 1er                 | 12     | Feuille de match |
| J5 | 24.09.2017 | Chambray Touraine Handball | 20 – 27 | Metz Handball              | 1er                 | 15     | Feuille de match |
| J6 | 04.10.2017 | Metz Handball              | 35 – 17 | Toulon Saint-Cyr           | 1er                 | 18     | Feuille de match |
| J7 | 11.10.2017 | Metz Handball              | 31 – 18 | Le Havre AC                | 1er                 | 21     | Feuille de match |
| J8 | 25.10.2017 | Metz Handball              | 33 – 21 | Issy Paris Hand            | 1er                 | 24     | Feuille de match |
| J9 | 28.10.2017 | Cercle Dijon Bourgogne     | 17 – 32 | Metz Handball              | 1er                 | 27     | Feuille de match |
| J10 | 01.11.2017 | Brest Bretagne Handball    | 26 – 30 | Metz Handball              | 1er                 | 30     | Feuille de match |
| J11 | 07.11.2017 | Metz Handball              | 38 – 23 | Nantes LAH                 | 1er                 | 33     | Feuille de match |
| MATCHS RETOUR |            |                            |         |                            |                     |        |                  |
| J12 | 30.12.2017 | Metz Handball              | 32 – 20 | OGC Nice                   | 1er                 | 36     | Feuille de match |
| J13 | 06.01.2018 | Bourg-de-Péage             | 26 – 32 | Metz Handball              | 1er                 | 39     | Feuille de match |
| J14 | 13.01.2018 | Metz Handball              | 33 – 28 | CJF Fleury Loiret Handball | 1er                 | 42     | Feuille de match |
| J15 | 20.01.2018 | ES Besançon                | 27 – 28 | Metz Handball              | 1er                 | 45     | Feuille de match |
| J16 | 07.02.2018 | Metz Handball              | 31 – 20 | Chambray Touraine Handball | 1er                 | 48     | Feuille de match |
| J17 | 17.02.2018 | Toulon Saint-Cyr           | 21 – 28 | Metz Handball              | 1er                 | 51     | Feuille de match |
| J18 | 17.01.2018 | Le Havre AC                | 19 – 31 | Metz Handball              | 1er                 | 54     | Feuille de match |
| J19 | 28.02.2018 | Issy Paris Hand            | 30 – 30 | Metz Handball              | 1er                 | 56     | Feuille de match |
| J20 | 17.03.2018 | Metz Handball              | 36 – 19 | Cercle Dijon Bourgogne     | 1er                 | 59     | Feuille de match |
| J21 | 28.03.2018 | Metz Handball              | 28 – 25 | Brest Bretagne Handball    | 1er                 | 62     | Feuille de match |
| J22 | 31.03.2018 | Nantes LAH                 | 23 – 30 | Metz Handball              | 1er                 | 65     | Feuille de match |
| Invaincu, Metz termine premier de la saison régulière et affrontera Chambray, 8e, au premier tour de la phase finale. |            |                            |         |                            |                     |        |                  |
| Légende: Victoire Nul Défaite Score du club                                                                           |            |                            |         |                            |                     |        |                  |

### Phase finale
| Compétition                           | Tours           | Opposants               | Allers     | Allers  | Retours    | Retours | Totaux  |
| Phase finale du championnat de France | Quart-de-finale | Chambray THB            | 18.04.2018 | 19 - 34 | 21.04.2018 | 39 - 29 | 73 - 48 |
| Phase finale du championnat de France | Demi-finale     | Nantes LAH              | 28.04.2018 | 25 - 32 | 16.05.2018 | 37 - 23 | 69 - 48 |
| Phase finale du championnat de France | Finale          | Brest Bretagne Handball | 23.05.2018 | 25 - 29 | 26.05.2018 | 24 - 26 | 53 - 51 |
| Metz Handball est champion de France. |                 |                         |            |         |            |         |         |

* : équipe à domicile.

### Statistiques individuelles
| Rang | Joueuse            | Buts | Tirs | %   | MJ | Moy. |
| ---- | ------------------ | ---- | ---- | --- | -- | ---- |
| 1    | Ana Gros           | 196  | 292  | 67  | 28 | 7,0  |
| 2    | Manon Houette      | 108  | 162  | 67  | 29 | 3,7  |
| 3    | Xenia Smits        | 88   | 154  | 57  | 27 | 3,3  |
| 4    | Grâce Zaadi        | 81   | 142  | 57  | 25 | 3,2  |
| 5    | Jurswailly Luciano | 71   | 104  | 68  | 27 | 2,6  |
| 6    | Marion Maubon      | 69   | 90   | 77  | 27 | 2,6  |
| 7    | Laurisa Landre     | 67   | 98   | 68  | 29 | 2,3  |
| 8    | Marie-Hélène Sajka | 60   | 112  | 54  | 28 | 2,1  |
| 9    | Laura Flippes      | 49   | 79   | 62  | 27 | 1,8  |
| 10   | Méline Nocandy     | 47   | 72   | 65  | 28 | 1,7  |
| 11   | Orlane Kanor       | 40   | 80   | 50  | 27 | 1,5  |
| 12   | Béatrice Edwige    | 19   | 32   | 59  | 28 | 0,7  |
| 13   | Ilya Belgareh      | 4    | 4    | 100 | 3  | 1,3  |
| 14   | Laura Kanor        | 3    | 5    | 60  | 4  | 0,8  |
| 15   | Daphne Gautschi    | 2    | 3    | 67  | 2  | 1,0  |
| 16   | Ilona Di Rocco     | 1    | 1    | 100 | 1  | 1,0  |
| 17   | Charlotte Kieffer  | 1    | 1    | 100 | 2  | 0,5  |

| Position | Nom               | %    | Arrêts | Tirs | MJ | Moy. |
| -------- | ----------------- | ---- | ------ | ---- | -- | ---- |
| 1        | Marina Rajčić     | 33,0 | 201    | 610  | 29 | 6,9  |
| 2        | Kyra Csapo        | 28,9 | 71     | 245  | 19 | 3,7  |
| 3        | Laura Glauser     | 32,9 | 25     | 76   | 5  | 5,0  |
| 3        | Ophélie Tonds     | 35,7 | 15     | 42   | 3  | 5,0  |
| 4        | Manuella Dos Reis | 54,5 | 6      | 11   | 2  | 3,0  |

## Parcours européen
| PHASE DE GROUPES                                                                                          |            |                         |         |                         |    |
| J1 | 08.10.2017 | Metz Handball           | 30 – 22 | Vipers Kristiansand     | 2  |
| J2 | 14.10.2017 | SG BBM Bietigheim       | 26 – 30 | Metz Handball           | 4  |
| J3 | 21.10.2017 | Metz Handball           | 27 – 23 | ŽRK Budućnost Podgorica | 6  |
| J4 | 04.11.2017 | ŽRK Budućnost Podgorica | 23 – 18 | Metz Handball           | 6  |
| J5 | 10.11.2017 | Vipers Kristiansand     | 22 – 25 | Metz Handball           | 8  |
| J6 | 19.11.2017 | Metz Handball           | 27 – 21 | SG BBM Bietigheim       | 10 |
| Metz qualifié pour le tour principal avec six points conservés.                                           |            |                         |         |                         |    |
| TOUR PRINCIPAL                                                                                            |            |                         |         |                         |    |
| J1 | 27.01.2017 | ŽRK Vardar Skopje       | 29 – 23 | Metz Handball           | 6  |
| J2 | 04.02.2017 | Metz Handball           | 27 – 25 | Ferencváros TC          | 8  |
| J3 | 11.02.2017 | Thüringer HC            | 29 – 31 | Metz Handball           | 10 |
| J4 | 25.02.2017 | Metz Handball           | 24 – 22 | ŽRK Vardar Skopje       | 12 |
| J5 | 03.03.2017 | Ferencváros TC          | 29 – 27 | Metz Handball           | 12 |
| J6 | 11.03.2017 | Metz Handball           | 35 – 29 | Thüringer HC            | 14 |
| Metz qualifié pour les quarts de finale. Deuxième du groupe, il affronte le CSM Bucarest au tour suivant. |            |                         |         |                         |    |
| Quart de finale aller                                                                                     | 06.04.2018 | CSM Bucarest            | 34 – 21 | Metz Handball           |    |
| Quart de finale retour                                                                                    | 15.04.2018 | Metz Handball           | 27 – 20 | CSM Bucarest            |    |
| Metz éliminé, CSM Bucarest qualifié pour le Final Four.                                                   |            |                         |         |                         |    |
| Légende: Victoire Nul Défaite Score du club                                                               |            |                         |         |                         |    |

| Rang | Joueuse            | Buts | MJ | Moy. |
| ---- | ------------------ | ---- | -- | ---- |
| 1    | Ana Gros           | 74   | 14 | 5,3  |
| 2    | Grâce Zaadi        | 61   | 14 | 4,4  |
| 3    | Manon Houette      | 57   | 14 | 4,1  |
| 4    | Xenia Smits        | 45   | 13 | 3,5  |
| 5    | Jurswailly Luciano | 29   | 14 | 2,1  |
| 6    | Laura Flippes      | 23   | 14 | 1,6  |
| 7    | Laurisa Landre     | 20   | 14 | 1,4  |
| 8    | Marie-Hélène Sajka | 17   | 13 | 1,3  |
| 9    | Orlane Kanor       | 15   | 14 | 1,1  |
| 10   | Béatrice Edwige    | 11   | 14 | 0,8  |
| 11   | Méline Nocandy     | 10   | 14 | 0,7  |
| 12   | Marion Maubon      | 8    | 13 | 0,6  |
| 13   | Anna Seguin        | 1    | 2  | 0,5  |
| 13   | Daphne Gautschi    | 1    | 5  | 0,2  |

## Coupe de France
| Tours                                                          | Lieu                                                      | Date       | Opposants               | Score                         | Rapports |
| 8e de finale                                                   | Palais des sports Ghani-Yalouz, Besançon                  | 14.02.2018 | ES Besançon             | 27-28                         | Rapport  |
| Quart de finale                                                | Palais des sports Robert-Charpentier, Issy-les-Moulineaux | 14.03.2018 | Issy Paris Hand         | 20-24                         | Rapport  |
| Demi-finale                                                    | Brest Arena, Brest                                        | 03.04.2018 | Brest Bretagne Handball | 19-19 23-22 après tirs au but | Rapport  |
| Metz éliminé, Brest Bretagne Handball qualifié pour la finale. |                                                           |            |                         |                               |          |

| Rang | Joueuse            | Buts | MJ | Moy. |
| ---- | ------------------ | ---- | -- | ---- |
| 1    | Ana Gros           | 15   | 3  | 5,0  |
| 2    | Manon Houette      | 13   | 3  | 4,3  |
| 3    | Grâce Zaadi        | 11   | 3  | 3,7  |
| 3    | Marion Maubon      | 7    | 3  | 2,3  |
| 4    | Laura Flippes      | 6    | 3  | 2,0  |
| 5    | Xenia Smits        | 5    | 3  | 1,7  |
| 6    | Jurswailly Luciano | 4    | 3  | 1,3  |
| 6    | Laurisa Landre     | 4    | 3  | 1,3  |
| 8    | Marie-Hélène Sajka | 3    | 3  | 1,0  |
| 9    | Orlane Kanor       | 2    | 3  | 0,7  |
| 10   | Béatrice Edwige    | 1    | 3  | 0,3  |
| 11   | Ilona Di Rocco     | 0    | 1  | 0,0  |
| 12   | Méline Nocandy     | 0    | 2  | 0,0  |